# Quintino Francisco da Costa
Quintino Francisco da Costa (Desterro, 2 de março de 1843 — Rio de Janeiro, 17 de maio de 1897) foi um militar e político brasileiro.
Filho de Alexandre Francisco da Costa e de Maria Cândida da Costa.
Foi deputado à Assembleia Legislativa Provincial de Santa Catarina na 20ª legislatura (1874 — 1875).
Foi oficial da Imperial Ordem de São Bento de Avis.